# Styl galant
Styl galant – styl w muzyce przełomu baroku i klasycyzmu, datowany na lata 1720–1760.
Styl ten rozwinął się głównie we Francji i Włoszech, oraz nieznacznie w Niemczech. Obecny był przede wszystkim w muzyce instrumentalnej (klawesynowej) oraz operowej.
Utwory utrzymane w stylu galant charakteryzują się prostą homofoniczną fakturą utworów (odejściem od barokowej polifonii), przystępnymi tematami, wdziękiem, elegancją i lekkością brzmienia.
Typowe formy, stosowane w tym stylu, to suita, rondo i jednoczęściowa jeszcze sonata.
Najważniejszymi przedstawicielami stylu galant we Francji byli François Couperin, Jean-Philippe Rameau, Jean-François Dandrieu, Jean-Henri d’Anglebert oraz Louis-Claude Daquin, we Włoszech – Domenico Scarlatti, w Niemczech zaś – Carl Philipp Emanuel Bach.

## Źródła/Bibliografia
- Mała encyklopedia muzyki, Stefan Śledziński (red. naczelny), PWN, Warszawa 1981, ISBN 83-01-00958-6.